# Římskokatolická farnost Kvasice
Římskokatolická farnost Kvasice je územní společenství římských katolíků s farním kostelem Nanebevzetí Panny Marie a svatého Jana Nepomuckého v děkanátu Kroměříž.

## Historie farnosti
První písemná zmínka o obci pochází z roku 1141. Farní kostel byl postaven v letech 1730-1740.

## Duchovní správci
Současným administrátorem je od července 2017 R. D. Mgr. Marek Franciszek Jarosz.

## Bohoslužby
| Kostel                                             | Místo   | Bohoslužba (den)    | Hodina     | Poznámka     |
| -------------------------------------------------- | ------- | ------------------- | ---------- | ------------ |
| Nanebevzetí Panny Marie a svatého Jana Nepomuckého | Kvasice | neděle středa pátek | 7.45 18.00 | farní kostel |

## Aktivity ve farnosti
Ve farnosti se pravidelně koná tříkrálová sbírka. V roce 2018 se při ní vybralo 96 721 korun.
Ve farnosti působí schola a scholička. Schází se pravidelně členky hnutí Modlitby matek a Mariánsko-Alžbětinské společenství. 
Pro farnosti Kvasice, Těšnovice a Zlámanka vychází několikrát ročně farní občasník.